# Študa
Študa je danes četrt v mestu Domžale, nekoč pa je bila samostojna vas. V njej se nahajata Ambient hotel, nekoč stavba tovarne Toko in PGD Študa. Ima okrog 1000 prebivalcev. Naselje je starejše od samega mesta, ki se je začelo razvijati v drugi polovici 19. stoletja z razvojem slamnikarstva.
V Študi je sedež domžalske četrtne skupnosti Simona Jenka.